# Abdulhadi Khalaf (cầu thủ bóng đá)
Abdul-Hadi Khalaf (tiếng Ả Rập: عبد الهادي خلف) (sinh ngày 1 tháng 1 năm 1986 ở Homs) là một cầu thủ bóng đá Syria hiện tại thi đấu cho Al-Karamah ở Giải bóng đá ngoại hạng Syria.

## Sự nghiệp quốc tế
Khalaf thi đấu từ năm 2003 đến năm 2005 cho U-19 Syria. Đội tuyển U-19 Syria về đích thứ 4 ở Giải vô địch bóng đá U-19 châu Á 2004 ở Malaysia và anh là thành viên của U-20 Syria ở Giải bóng đá trẻ vô địch thế giới 2005. ở Hà Lan.
Anh thi đấu trước Canada, Ý và Colombia ở vòng bảng của Giải bóng đá trẻ vô địch thế giới 2005.

### Thống kê sự nghiệp đội tuyển quốc gia
| Đội bóng | Giải đấu                                        | Thể loại | Số trận | Số trận | Bàn thắng | Thành tích đội bóng |
| Đội bóng | Giải đấu                                        | Thể loại | Start   | Sub     | Bàn thắng | Thành tích đội bóng |
| -------- | ----------------------------------------------- | -------- | ------- | ------- | --------- | ------------------- |
| Syria    | Vòng loại Giải vô địch bóng đá U-19 châu Á 2004 | U-18     | 2       | 0       | 0         | Vào vòng trong      |
| Syria    | Giải vô địch bóng đá U-19 châu Á 2004           | U-19     | 6       | 0       | 0         | Hạng tư             |
| Syria    | Giải bóng đá trẻ vô địch thế giới 2005          | U-20     | 3       | 0       | 0         | Vòng 16 đội         |

## Danh hiệu

### Câu lạc bộ
- Al-Karamah
  - Giải bóng đá ngoại hạng Syria:
    - Vô địch (4): 2005-06, 2006–07, 2007-08, 2008-09

  - Cúp bóng đá Syria:
    - Vô địch (3): 2006-07, 2007–08, 2008-09

  - Siêu cúp bóng đá Syria:
    - Vô địch (1): 2007-08

  - Giải vô địch bóng đá các câu lạc bộ châu Á:
    - 2005-06 Á quân

### Đội tuyển quốc gia
- Giải vô địch bóng đá U-19 châu Á 2004 Hạng tư